# Emblema della Transnistria
L'emblema nazionale della Transnistria è una versione rimodellata dell'emblema dell'ex-Repubblica Socialista Sovietica Moldava, che fu sostituito dal governo moldavo, nato dopo la dissoluzione dell'URSS nel 1991, riconosciuto a livello internazionale.

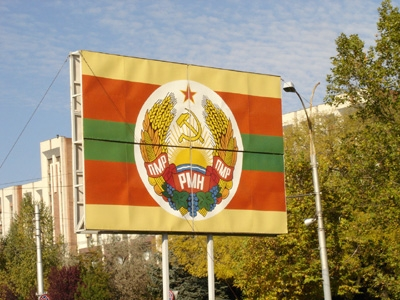
Bandiera civile della Transnistria con sovraimposta una versione dell'emblema nazionale

L'unico cambiamento di rilievo fatto nella "versione" Transnistriana è l'aggiunta di alcune onde, rappresentanti il Nistro. Anche l'iscrizione sulla bandiera rossa è cambiata: diversamente dall'emblema della Repubblica Socialista Sovietica Moldava, che portava l'acronimo "PCCM" (per Repubblica Socialista Sovietica Moldava) ed il motto nazionale "Proletari di tutti i Paesi, unitevi!" in russo e moldavo; l'emblema transnitriano porta scritto il nome "Repubblica moldava di Pridnestrovie" in moldavo, russo ed ucraino. In moldavo, diventa "Република Молдовеняскэ Нистрянэ" (translitrerato: "Republica Moldoveneascǎ Nistreanǎ"), in russo "Приднестровская Молдавская Республика" (translitrerato: "Pridnestrovskaya Moldavskaya Respublika")e in ucraino "Придністровська Молдавська Республіка" (translitrerato: "Prydnistrovs'ka Moldavs'ka Respublika").

Emblema nazionale della Repubblica Socialista Sovietica Moldava